# فاطمة (فلم)
فاطمة هو فيلم مصري يعد آخر أفلام كوكب الشرق أم كلثوم، وفيه التقت لأخر مرة مع ألحان محمد القصبجي ، كما أنها لن تغني من ألحان زكريا أحمد إلاّ أغنية هوّى صحيح الهوى غلاّب عام 1960.

## قصة الفيلم
فاطمة (أم كلثوم) شابة حسنة الخلق تعيش في إحدى الحارات، يعجب بها فتحي (أنور وجدي)، وهو ابن أحد الباشوات (يدعى سليمان نجيب)، ثم يتزوجها عرفياً، بعد أن فشل في إغراءها. يغضب أبوه من هذا الزواج. فيما بعد، يلتقي بفتاة من الطبقة الارستقراطية ميرفت، ويعدها بالزواج ثانيةً بعد أن وعد من قبل. ويحاول فتحي الحصول على ورقة الزواج العرفي بطلب من أبيه لكي يقطع علاقته بفاطمة، وينجح في ذلك، إلاّ أن فاطمة تحتفظ بنسخة من تلك الورقة. ورغم أن فاطمة أنجبت طفلاً منه لكنه ينكره.

## أغاني الفيلم
جُمعت أغاني الفيلم في ألبوم واحد طرح للتداول التجاري، وهي:
| الأغنية                 | المؤلف       | الملحن        |
| ----------------------- | ------------ | ------------- |
| لغة الزهور (الورد جميل) | بيرم التونسي | زكريا أحمد    |
| نصرة قوية               | بيرم التونسي | زكريا أحمد    |
| يا صباح الخير           | بيرم التونسي | محمد القصبجي  |
| نورك يا ست الكل         | بيرم التونسي | محمد القصبجي  |
| ظلموني الناس            | بيرم التونسي | رياض السنباطي |
| جمال الدنيا             | أحمد رامي    | زكريا أحمد    |
| ح اقابله بكرة           | أحمد رامي    | رياض السنباطي |
| أصون كرامتي             | أحمد رامي    | رياض السنباطي |
| يا اللي انحرمت الحنان   | أحمد رامي    | محمد القصبجي  |

## روابط خارجية
- مقالات تستعمل روابط فنية بلا صلة مع ويكي بيانات